# Zagrebs län
Zagrebs län (kroatiska: Zagrebačka županija) är ett län i centrala Kroatien. Länet är uppkallat efter den kroatiska huvudstaden Zagreb, som dock inte ingår i länet. Länets största stad är Velika Gorica men länsstyrelsen sitter i Zagreb som är länets administrativa centrum även om det inte ingår i länet.   

## Administrativ indelning
Zagrebs län är indelat i 9 städer och 25 kommuner.
- Städer:
  - Dugo Selo
  - Ivanić-Grad
  - Jastrebarsko
  - Samobor
  - Sveta Nedelja
  - Sveti Ivan Zelina
  - Velika Gorica
  - Vrbovec
  - Zaprešić

- Kommuner:
  - Bedenica
  - Bistra
  - Brckovljani
  - Brdovec
  - Dubrava
  - Dubravica
  - Farkaševac
  - Gradec
  - Jakovlje
  - Klinča Sela
  - Kloštar Ivanić
  - Krašić
  - Kravarsko
  - Križ
  - Luka
  - Marija Gorica
  - Orle
  - Pisarovina
  - Pokupsko
  - Preseka
  - Pušća
  - Rakovec
  - Rugvica
  - Stupnik
  - Žumberak (kommunsäte: Kostanjevac)